# Mundita
La mundita és un mineral de la classe dels fosfats. Rep el seu nom en honor de Walter Mund (1892-1956), professor de la Universitat Catòlica de Leuven.

## Característiques
La mundita és un fosfat de fórmula química Al(UO₂)₃(PO₄)₂(OH)₃·5,5H₂O. Cristal·litza en el sistema ortoròmbic en forma de cristalls tabulars rectangulars, aplanats en {010} i allargats al llarg de [001], de fins a 0,5 mm.
Segons la classificació de Nickel-Strunz, la mundita pertany a «08.EC: Uranil fosfats i arsenats, amb relació UO₂:RO₄ = 3:2» juntament amb els següents minerals: françoisita-(Nd), furalumita, upalita, françoisita-(Ce), arsenuranilita, dewindtita, kivuïta, fosfuranilita, yingjiangita, dumontita, hügelita, metavanmeersscheïta, vanmeersscheïta, arsenovanmeersscheïta, althupita, furcalita i bergenita.

## Formació i jaciments
La mundita és un mineral rar que es forma a la zona uranífera rovellada de pegmatites granítiques complexes. Va ser descoberta a la pegmatita Kobokobo, a Mwenga (Kivu Sud, República Democràtica del Congo) i també ha estat descrita a Crucea, a Suceava (Província de Suceava, Romania)
S'ha trobat associada a altres minerals com: furalumita, upalita, ranunculita, threadgoldita i eylettersita.